# Distretto di Iramba
Il distretto di Iramba è un distretto della Tanzania situato nella regione di Singida. È suddiviso in 17 circoscrizioni (wards) e conta una popolazione di 236 282 abitanti (censimento 2012). 
Lista delle circoscrizioni:
- Kaselya
- Kidaru
- Kinampanda
- Kiomboi
- Kisiriri
- Kyengege
- Mbelekese
- Mgongo
- Mtekente
- Mtoa
- Ndago
- Ndulungu
- Ntwike
- Shelui
- Tulya
- Ulemo
- Urughu